# Federación Maliense de Fútbol
La Federación Maliense de Fútbol (FMF) es la Federación de fútbol de Malí, fundada en el año 1960, la cual dirige el fútbol de dicho país. Su sede se encuentra en la capital, Bamako, y controla el campeonato nacional, la copa nacional y la selección de fútbol de Malí.
Se asoció a la Confederación Africana de Fútbol (Confederación Africana de Fútbol) y a la FIFA (la Federación Internacional de Fútbol Asociado) en 1962. Su primer secretario general fue Garan Fabou Kouyate, y sus más famosos líderes fueron Amadou Diakite y Tidiane Niambele. La oficina de la federación se disolvió en julio del año 2005 debido a la pobre actuación del equipo de fútbol maliense durante la clasificación a la Copa Mundial de Fútbol de Alemania 2006 y la clasificación a la Copa Africana de Naciones de ese mismo año. 

## Composición de la nueva oficina
- Presidente: Salif Keïta
- Vicepresidente: Karounga Keita
- Ministerio General: Yacouba Traoré
- Tesorero: Brehima Traoré
- Funcionario de los medios de comunicación: Mamadou Kaloga
- Coordinador de Futsal: Gouro Cissé

## Indumentaria
- Camisetas: Verdes
- Shorts: Amarillos
- Calcetines: Rojos

## Logros
Copa Amilcar Cabral
- 3 veces campeón (1989, 1997, 2007)
- 4 veces organizador de la misma

## Malí en los Mundiales
- 1930 a 1962 - Sin participación
- 1966 - Se retiró
- 1970 a 1990 - Sin participación
- 1994 - Se retiró
- 1998 - Se retiró
- 2002 - No clasificó
- 2006 - No clasificó

## Presidentes
La Federación Maliense de Fútbol tuvo los siguientes presidentes:
- entre 1960 y 1968 Tiécoura Konaté
- entre 1968 y 1971 Mamadou Aw
- entre 1971 y 1978 Amadou Kané
- entre 1978 y 1979 Cheickna H. Siby
- entre 1979 y 1982 Sory I. konandji
- entre 1982 y 1985 Seydou Thiam
- entre 1985 y 1998 Cheick O. Diarra
- entre 1988 y 1992 Ousmane Diarra
- entre 1992 y 2002 Amadou Diakité
- entre 2002 y 2005 Tidiani M. Niambélé
- desde 2005 Salif Keïta